# Ashley Spencer
Ashley Spencer (Indianapolis, 8 juni 1993) is een Amerikaanse atlete, gespecialiseerd in zowel de sprint als het hordelopen. Ze vertegenwoordigde haar land op de Olympische Zomerspelen 2016 in Rio de Janeiro.

## Carrière
Tijdens de Wereldkampioenschappen atletiek junioren 2012 in Barcelona werd Spencer wereldkampioene op zowel de 400 meter als op de 4x400 meter estafette.
Op de wereldkampioenschappen atletiek 2013 in Moskou werd de Amerikaanse uitgeschakeld in de halve finales van de 400 meter. Op de 4x400 meter estafette veroverde ze samen met Jessica Beard, Natasha Hastings en Francena McCorory de zilveren medaille.
In Portland nam Spencer deel aan de wereldkampioenschappen indooratletiek 2016. Op dit toernooi behaalde ze de zilveren medaille op de 400 meter. Samen met Natasha Hastings, Quanera Hayes en Courtney Okolo sleepte ze de wereldtitel in de wacht op de 4x400 meter estafette. Tijdens de Olympische Zomerspelen van 2016 in Rio de Janeiro veroverde de Amerikaanse de bronzen medaille op de 400 meter horden.

## Persoonlijke records
Outdoor
| Onderdeel   | Tijd  | Datum            | Plaats         |
| ----------- | ----- | ---------------- | -------------- |
| 100m        | 11,34 | 17 mei 2014      | Lubbock        |
| 200m        | 22,92 | 19 april 2014    | Waco           |
| 400m        | 50,28 | 7 juni 2013      | Eugene         |
| 400m horden | 53,72 | 18 augustus 2016 | Rio de Janeiro |

Indoor
| Onderdeel | Tijd  | Datum           | Plaats       |
| --------- | ----- | --------------- | ------------ |
| 200m      | 23,19 | 6 februari 2016 | Lincoln      |
| 400m      | 51,27 | 9 maart 2013    | Fayetteville |

## Palmares

### 400 m
Kampioenschappen
- 2012:  WK U20 - 50,50
- 2013: 16e WK - 51,80
- 2016:  WK indoor - 51,72
- 2016: 7e US Olympic trials - 51,09

### 400 m horden
Kampioenschappen
- 2016:  US Olympic trials - 54,02
- 2016:  OS - 53,72

### 4 x 400 m estafette
Kampioenschappen
- 2012:  WK U20 - 3.30,01
- 2013:  WK - 3.20,41
- 2016:  WK indoor - 3.26,38